# Métrica inglesa
La métrica es el arte de confeccionar versos, estrofas y poemas en los ritmos que requiere un idioma concreto. En el caso de la métrica inglesa o anglosajona, existen cuatro metros o ritmos básicos o fundamentales; dos son de dos sílabas: el yámbico y el trocaico; otros dos son de tres: el anapéstico y el dactílico.

## Sistemas métricos
Los cinco sistemas métricos que ha ensayado la lengua inglesa a lo largo de su historia han sido el verso aliterativo antiguo germánico en la Alta Edad Media, y en la Edad Moderna los del verso acentual, el acentual-silábico, el verso silábico y el verso cuantitativo.

## Licencias poéticas
Muchas veces, hasta que se coge el ritmo, no suele medirse estrictamente la sílaba inicial por anacrusis o bien la final por catalexis.

## Metros de dos sílabas

### Metro yámbico
Un pie yámbico o yambo se organiza con una sílaba átona y otra acentuada (U_). Por ejemplo: "That time of year thou mayst in me behold" (Soneto LXXV de Shakespeare) Las sílabas "time" (tiempo), "year", "mayst", "me" y "hold" (parte de "behold") están acentuadas (o enfatizadas), esto es, cargan con el acento de intensidad, mientras que las otras no. Es el ritmo o metro más natural y común en el idioma inglés.
Los yambos pueden agruparse en monómetros, dímetros, trímetros, tetrámetros, pentámetros, hexámetros, heptámetros y octómetros yámbicos según sean de uno, dos, tres, cuatro, cinco, seis, siete y ocho pies o unidades métricas respectivamente, en este caso de dos sílabas. Es frecuente también que alternen tetrámetros y dímetros.

#### Pentámetro yámbico o verso blanco
El pentámetro yámbico o verso blanco inglés es el verso más frecuente en el teatro isabelino: lo cultivaron Christopher Marlowe, William Shakespeare, John Webster y casi todos los autores de entonces. También lo empleó John Milton en su Paradise Lost (El paraíso perdido) y sus sonetos.
En la métrica grecolatina suele representarse este ritmo con una 'U' para la sílaba átona y con una '_' para la sílaba tónica. Siguiendo este criterio, el pentámetro yámbico se representa de la siguiente forma:
| U | _ | U | _ | U | _ | U | _ | U | _ |

### Ejemplos
Deep in the shady sadness of a vale
Far sunken from the healthy breath of morn,
Far from the fiery noon, and eve's one star,
Sat gray-hair'd Saturn, quiet as a stone,
Still as the silence round about his lair;
(John Keats, Hyperion)
In flame and smoke the wondrous city sinks!
Her walls are gone! her palaces are dust!
The desert is around her, and within!
Like shadows have the mighty passed away!
(Edwin Atherstone, The Fall of Nineveh, Prelude)

#### Heptámetro yámbico
Heptámetro yámbico (fourteener) fue muy popular en el siglo XVI.

### Ejemplos
As I in hoary winter’s night stood shivering in the snow,
Surpris’d I was with sudden heat which made my heart to glow;
And lifting up a fearful eye to view what fire was near,
A pretty Babe all burning bright did in the air appear;
(Robert Southwell, The Burning Babe)

#### Pareado heroico
Muchas veces, sobre todo en la poesía narrativa, se agrupan los pentámetros yámbicos formando la estrofa llamada en español pareado (heroic couplet) con rima consonante. Así lo hicieron por ejemplo Geoffrey Chaucer en sus Cuentos de Canterbury en la Edad Media y en el siglo XVIII John Dryden y Alexander Pope.
What dire offence from am'rous causes springs,
What mighty contests rise from trivial things,
I sing—This verse to Caryl, Muse! is due:
This, ev'n Belinda may vouchsafe to view:
Slight is the subject, but not so the praise,
If she inspire, and he approve my lays.
Alexander Pope, The Rape of the Lock)

#### Metro de balada o metro común
El metro de balada o metro común es una estrofa de cuatro versos que rima -, a, -, a o bien a, b, a, b y en la que los versos impares son tetrámetros yámbicos y los pares son trímetros yámbicos. Por ejemplo, en el himno religioso Amazing grace:

Amazing Grace! how sweet the sound
That saved a wretch like me;
I once was lost, but now am found;
Was blind, but now I see.

La poetisa estadounidense del siglo XIX Emily Dickinson destacó en el uso de esta estrofa.

### Metro trocaico
Contrariamente al yámbico, un pie trocaico o troqueo ofrece una sílaba acentuada y otra átona o sin acento (_U): "Tell me not in mournful numbers" ("Salmo de la Vida", Henry Wadsworth Longfellow). Las sílabas tónicas son "tell", "not", "mourn" y la parte "num" de la palabra "number".
Al igual que los anteriores, los troqueos pueden agruparse en monómetros, dímetros, trímetros, tetrámetros, pentámetros, hexámetros, heptámetros y octómetros trocaicos según sean de uno, dos, tres, cuatro, cinco, seis, siete y ocho pies respectivamente.

### Ejemplos
Comrades, leave me here a little, while as yet 't is early morn:
Leave me here, and when you want me, sound upon the bugle-horn.
(Alfred Tennyson, Locksley Hall)
There they are, my fifty men and women
Naming me the fifty poems finish’d!
Take them, Love, the book and me together.
Where the heart lies, let the brain lie also.
(Robert Browning, One Word More)

## Metros de tres sílabas

### Anapéstico
Un pie anapéstico o anapesto se compone de dos sílabas átonas o sin acento seguidas de una tónica o con acento (UU_) formando un pie métrico de tres sílabas: "And the sound of a voice that is still." ("Rompe, rompe, rompe" de Alfred Lord Tennyson). Las sílabas "and" y "the" son átonas; "sound" es tónica porque carga acento de intensidad; los demás pies repiten este patrón.
Al igual que los anteriores, los anapestos pueden agruparse en monómetros, dímetros, trímetros, tetrámetros, pentámetros, hexámetros, heptámetros y octómetros anapésticos según sean de uno, dos, tres, cuatro, cinco, seis, siete y ocho pies respectivamente. También pueden combinarse dímetros y trímetros, y tetrámetros y trímetros anapésticos, dejando la última sílaba en catalexis

### Ejemplos
The Assyrian came down like the wolf on the fold,
And his cohorts were gleaming in purple and gold;
And the sheen of their spears was like stars on the sea,
When the blue wave rolls nightly on deep Galilee.
(George Gordon Byron, The Destruction of Sennacheryb)
I sprang to the stirrup, and Joris, and he;
I gallop’d, Dirck gallop’d, we gallop’d all three;
“Good speed !” cried the watch, as the gate-bolts undrew;
“Speed!” echoed the wall to us galloping through;
Behind shut the postern, the lights sank to rest,
And into the midnight we gallop’d abreast.
(Robert Browning, How They Brought the Good News from Ghent to Aix)

### Dactílico
Un pie dactílico o dáctilo invierte el patrón anapéstico anterior: comienza con una sílaba tónica y sigue con dos átonas (_UU): "This is the forest primeval, the murmuring pines and the hemlock" (Henry Wadsworth Longfellow, "Evangeline"). En el primer pie la palabra "this" carga acento de intensidad, pero las sílabas "is" y "the" son átonas.
Al igual que los anteriores, los dáctilos pueden agruparse en monómetros, dímetros, trímetros, tetrámetros, pentámetros, hexámetros, heptámetros y octómetros dactílicos según sean de uno, dos, tres, cuatro, cinco, seis, siete y ocho pies respectivamente. También pueden combinarse tetrámetros y trímetros, y tetrámetros y dímetros dactílicos.

### Ejemplos
One more Unfortunate,
Weary of breath,
Rashly importunate,
Gone to her death!
(Thomas Hood, The Bridge of Sighs)
Just for a handful of silver he left us,
Just for a riband to stick in his coat!
Found the one gift of which fortune bereft us,
Lost all the others she lets us devote;
(Robert Browning, The Lost Leader)